# Cerstin Richter-Kotowski

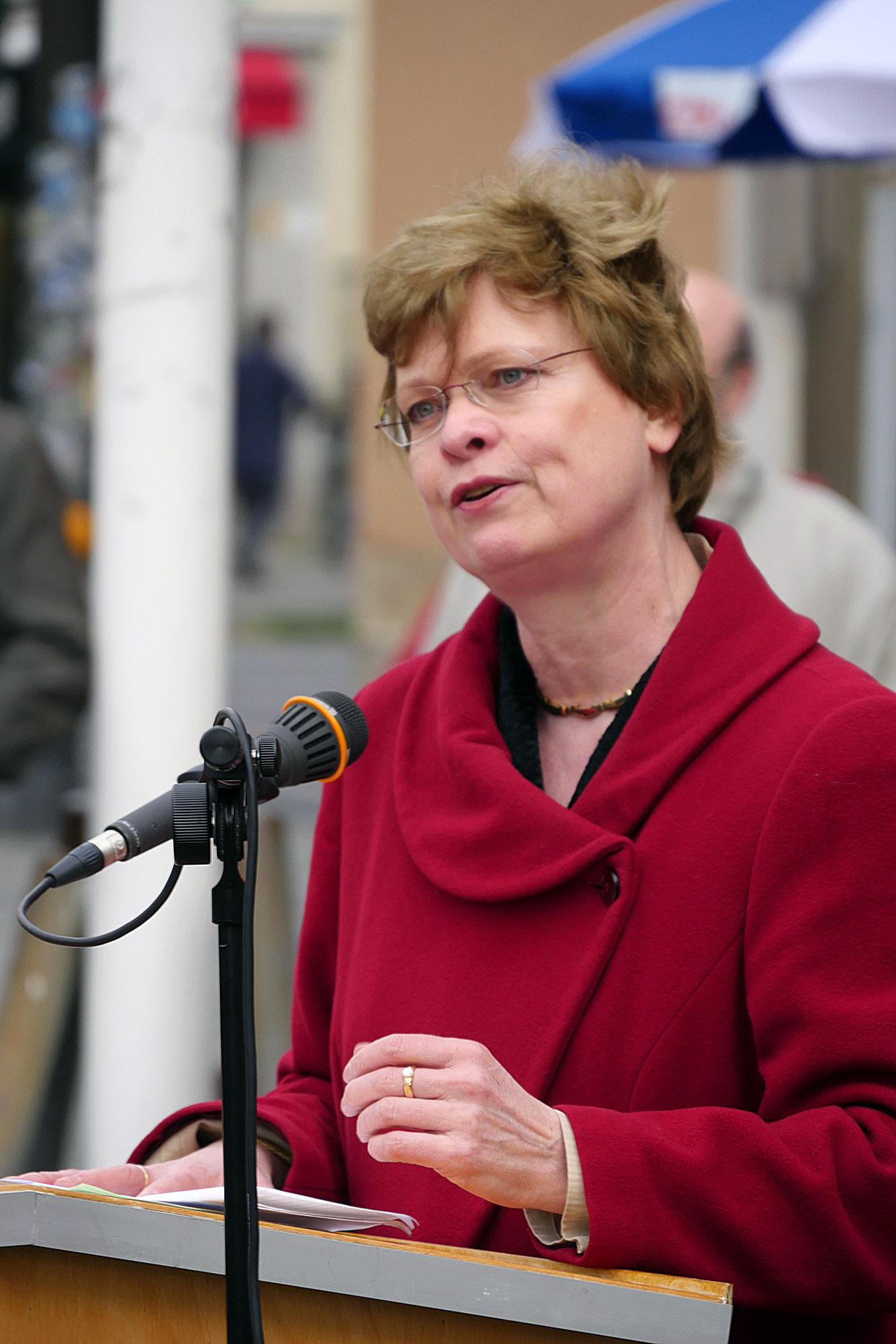
Cerstin Richter-Kotowski, 2016

Cerstin-Ullrike Richter-Kotowski (* 14. April 1962 in West-Berlin) ist eine deutsche Politikerin (CDU). Sie ist seit Juni 2025 Staatssekretärin für Kultur der Berliner Senatsverwaltung für Kultur und Gesellschaftlichen Zusammenhalt. Von Dezember 2021 bis Juni 2025 war sie stellvertretende Bezirksbürgermeisterin und Bezirksstadträtin für Bildung, Kultur und Sport des Berliner Bezirks Steglitz-Zehlendorf. Zuvor war sie von 1992 bis 2001, von 2005 bis 2006 und 2011 Mitglied des Abgeordnetenhauses von Berlin sowie von 2016 bis 2021 Bezirksbürgermeisterin von Steglitz-Zehlendorf.

## Biografie
Cerstin Richter-Kotowski wurde in Berlin-Zehlendorf geboren. Nach dem Abitur 1981 am Droste-Hülshoff-Gymnasium in Zehlendorf studierte sie von 1981 bis 1988 an der Freien Universität Berlin Rechtswissenschaft und legte 1988 das erste und 1991 das zweite juristische Staatsexamen ab. 1991 trat sie in den Öffentlichen Dienst des Landes Berlin ein und war zuletzt Magistratsrätin im Bezirksamt Neukölln. Seit 2006 war sie Bezirksstadträtin für Bildung, Kultur und Bürgerdienste im Bezirk Steglitz-Zehlendorf. Nach der Bezirksverordnetenwahl 2011 wurde sie erneut als Stadträtin gewählt und erhielt zusätzlich das Sport- und Schulamt in ihren Verantwortungsbereich hinzu.
Richter-Kotowski ist verheiratet und hat einen Sohn. Sie war die Schwiegertochter des Hochschullehrers und CDU-Politikers Georg Kotowski (1920–1999).

## Politik
Richter-Kotowski trat 1978 in die Junge Union und 1979 in die CDU wie auch die Frauenunion ein. Von 1985 bis 1992 war sie Bezirksverordnete im Bezirk Steglitz und von 1988 bis 1991 Mitglied des Bundesvorstandes der Jungen Union. Sie gehörte von 1992 bis 2001, 2005 bis 2006 und 2011 dem Abgeordnetenhaus von Berlin an.
Im Oktober 2006 wurde sie erneut gewählt, schied aber schon nach einem Monat am 17. November wieder aus, weil sie in Steglitz-Zehlendorf Bezirksstadträtin geworden war. Außerdem ist sie seit 2009 Vorsitzende des CDU-Ortsverbandes Steglitz-Zentrum. Bei der Abgeordnetenhauswahl 2011 gewann sie das Direktmandat für den Wahlkreis Steglitz-Zehlendorf 1, gab es aber im November 2011 zu Gunsten ihrer erneuten Wahl zur Bezirksstadträtin in Steglitz-Zehlendorf auf. Ins Abgeordnetenhaus von Berlin ist für Cerstin Richter-Kotowski von der Bezirksliste Steglitz-Zehlendorf Stefan Schlede nachgerückt.
Am 9. November 2016 wurde Richter-Kotowski als Nachfolgerin von Norbert Kopp im ersten Wahlgang von der Bezirksverordnetenversammlung zur Bezirksbürgermeisterin von Steglitz-Zehlendorf gewählt und ist damit zugleich Leiterin der Abteilung Finanzen, Personal, Stadtentwicklung und Wirtschaftsförderung des Bezirksamts Steglitz-Zehlendorf geworden.
Zudem ist sie seit 2015 stellvertretende Landesvorsitzende der Berliner CDU. Bis dahin war sie seit 2013 Mitglied des Landesvorstandes der CDU Berlin gewesen.
Durch die Gründung einer Zählgemeinschaft aus Grünen, SPD und FDP im Jahr 2021 wurde sie als Bürgermeisterin nicht wiedergewählt. Sie wurde im Dezember 2021 zur stellvertretenden Bezirksbürgermeisterin und Bezirksstadträtin für Bildung, Kultur und Sport gewählt.
Am 11. Juni 2025 wurde Richter-Kotowski zur Staatssekretärin für Kultur der Senatsverwaltung für Kultur und Gesellschaftlichen Zusammenhalt ernannt.

## Mitgliedschaften
Cerstin Richter-Kotowski ist Mitglied unter anderen folgender Organisationen (Stand 2020):
- Katholischer Deutscher Frauenbund
- Arbeiter-Samariter-Bund
- Verwaltungsrat des Kindertagesstätten Berlin Süd-West Eigenbetriebs von Berlin
- Kreissynode im Kirchenkreis Teltow-Zehlendorf